# John Washington
Pour les articles homonymes, voir Washington.
John Washington I (environ 1633-1677) est l'arrière-grand-père de George Washington, le premier président des États-Unis. John Washington I, fils de Lawrence Washington, est né à Purleigh, dans l'Essex (Angleterre) vers 1631 et partit s'installer dans la colonie de Virginie en 1656.
John Washington se maria à Anne Pope, fille du propriétaire de plantations Nathaniel Pope, en 1658. Le cadeau de mariage de Nathaniel consistait en 700 acres (2,8 km2) à Mattox Creek, dans le Westmoreland County, au nord-est de la Virginie. Anne lui donna quatre enfants : Anne (1658-1697), Lawrence (1659-1698), Richard (1660-1674) et John II (1661-1698).
Il fut un planteur prospère. Il servit dans la Virginia House of Burgesses. Durant les événements qui conduisirent à la rébellion de Bacon, il fut nommé colonel de la milice et mena une compagnie pour soutenir un groupe de Marylanders alors qu'ils étaient supposés parlementer. Six chefs de différentes tribus indiennes furent tués et les représailles augmentèrent. Il fut critiqué pour cela par William Berkeley mais reçut le soutien populaire. 
Son beau-frère était Christopher Gist, le grand-père du général Mordecai Gist.

## Référence
- (en) Cet article est partiellement ou en totalité issu de l’article de Wikipédia en anglais intitulé « John Washington » (voir la liste des auteurs).